# Frank Foster
Frank Benjamin Foster, né le 23 septembre 1928 à Cincinnati dans l'Ohio et mort le 26 juillet 2011, est un saxophoniste et musicologue américain.
Il joua de nombreuses années dans le big band de Count Basie avant d'en prendre la direction musicale, à la mort de ce dernier, sous le nom de Count Basie Orchestra.

## Discographie

### En tant que leader
- 1953: Here Comes Frank Foster (Blue Note)
- 1954: New Faces, New Sounds (Blue Note)
- 1955: Hope Meets Foster (Prestige) - avec Elmo Hope
- 1956: Two Franks Please! (Savoy)
- 1956: No Count (Savoy)
- 1961: Little pony
- 1963: Basie Is Our Boss (Argo)
- 1965: Fearless Frank Foster (Prestige)
- 1966: Soul Outing! (Prestige)
- 1968: Manhattan Fever (Blue Note)
- 1974: The Loud Minority (Mainstream)
- 1976: Here and Now (Catalyst)
- 1977: Shiny Stockings (Denon)
- 1978: Twelve Shades of Black (Leo)
- 1978: Loneliness
- 1979: Non-Electric Company (EPM Musique)
- 1982: The House That Love Built (SteepleChase)
- 1983: Two for the Blues (Pablo)
- 1984: Frankly Speaking (Concord Jazz)
- 1995: A Fresh Taste of Thad Jones and Frank Foster (Hänssler Classics)
- 1996: Leo Rising (Arabesque)
- 1998: Swing (live) (Challenge)
- 2002: Live at Feuerwache Mannheim (Bassic)
- 2003: We Do It Diff'rent (live) (Mapleshade)
- 2004: Settin' the Pace (GJazz)
- 2005: Endless Fingers (Arabesque)
- 2007: Well Water (Piadrum)

### En tant qu'arrangeur
- 1961: "Little Man (You've Had a Busy Day)" - Sarah Vaughan avec the Count Basie Orchestra - Count Basie/Sarah Vaughan (Roulette)
- 1965: Sarah Vaughan - ¡Viva! Vaughan (Mercury)
- 1984: "Mack the Knife" - Frank Sinatra - L.A. Is My Lady (Qwest/Warner Bros.)
- 1985: "Beyond the Sea" - George Benson - 20/20
- 1987: Diane Schuur and the Count Basie Orchestra - Diane Schuur & the Count Basie Orchestra (GRP)
- 1990: George Benson featuring the Count Basie Orchestra - Big Boss Band

### En tant que sideman
Avec Count Basie Orchestra
- Dinner Friends (avec Count Basie, 1956)
- One O'Clock Jump  (1957)
- E=MC² (1957)
- The Atomic Mr. Basie (avec Count Basie, 1958)
- Rat race (avec Count Basie, 1958)

Avec Kenny Burrell
- Kenny Burrell Volume 2 (Blue Note, 1956)

Avec Donald Byrd
- Byrd's Word (Savoy, 1955)
- All Day Long (Prestige, 1957)
- Fancy Free (Blue Note, 1970)
- Kofi (Blue Note, 1971)

Avec Earl Coleman
- Manhattan Serenade (1968)

Avec Matthew Gee
- Jazz by Gee (Riverside, 1956)

Avec Bennie Green et Gene Ammons
- The Swingin'est (1958)

Avec Elmo Hope
- Trio and Quintet (Blue Note, 1954)
- Homecoming! (Riverside, 1961)

Avec Milt Jackson
- Plenty, Plenty Soul (Atlantic, 1957)

Avec Illinois Jacquet
- The Soul Explosion (Prestige, 1969)

Avec Elvin Jones
- Elvin! (Riverside, 1961–62)
- Heavy Sounds avec Richard Davis (Impulse!, 1967)
- Coalition (Blue Note, 1970)
- Genesis (Blue Note, 1971)
- Merry-Go-Round (Blue Note, 1971)
- New Agenda (Vanguard, 1975)
- The Main Force (Vanguard, 1976)
- Time Capsule (Vanguard, 1977)
- Elvin Jones Music Machine (Mark Levison, 1978)
- Live in Japan 1978: Dear John C. (Trio (Japan), 1978)
- Elvin Jones Jazz Machine Live in Japan Vol. 2 (Trio (Japan), 1978)
- Live at the Village Vanguard Volume One (Landmark, 1984)

Avec Jimmy McGriff
- The Big Band (Solid State, 1966)

Avec Horace Parlan
- Frank-ly Speaking (1977)

Avec Duke Pearson
- Introducing Duke Pearson's Big Band (1967)
- Now Hear This (1968)
- It Could Only Happen with You (1970)

Avec Ronnie Mathews
- Roots, Branches and Dances (Bee Hive, 1978)

Avec Thelonious Monk
- Monk (1954)

Avec Woody Shaw
- The Woody Shaw Concert Ensemble at the Berliner Jazztage (Muse, 1976)

Avec Mickey Tucker
- Mister Mysterious (Muse, 1978)

Avec Cedar Walton
- Mobius (RCA, 1975)

Avec Julius Watkins
- Julius Watkins Sextet (Blue Note, 1954)

Avec George Benson
- Big Boss Band (Warner Bros., 1990)

Avec Frank Wess
- Surprise, Surprise (Chiaroscuro, 1996)